# Johnny Byrne
John Byrne, detto Johnny (West Horsley, 13 maggio 1939 – Città del Capo, 27 ottobre 1999), è stato un allenatore di calcio e calciatore britannico, nazionale inglese di ruolo attaccante.

## Palmarès

### Giocatore

#### Competizioni nazionali
- Coppa d'Inghilterra: 1

West Ham: 1963-1964
- Charity Shield: 1

West Ham: 1964

#### Competizioni internazionali
- Coppa delle Coppe: 1

West Ham: 1964-1965